# 科拉利托斯 (加利福尼亞州)
科拉利托斯（英語：Corralitos）是位於美國加利福尼亞州聖塔克魯茲縣的一個人口普查指定地區。

## 地理
科拉利托斯的座標為36°59′29″N 121°48′07″W / 36.99139°N 121.80194°W，而該地最高點為海拔高度82米（即269英尺）。

## 人口
根據2010年美國人口普查的數據，科拉利托斯的面積為23.312平方千米，當中陸地面積為23.275平方千米，而水域面積為0.37平方千米。當地共有人口2326人，而人口密度為每平方千米99人。